# Batalion Mostowy

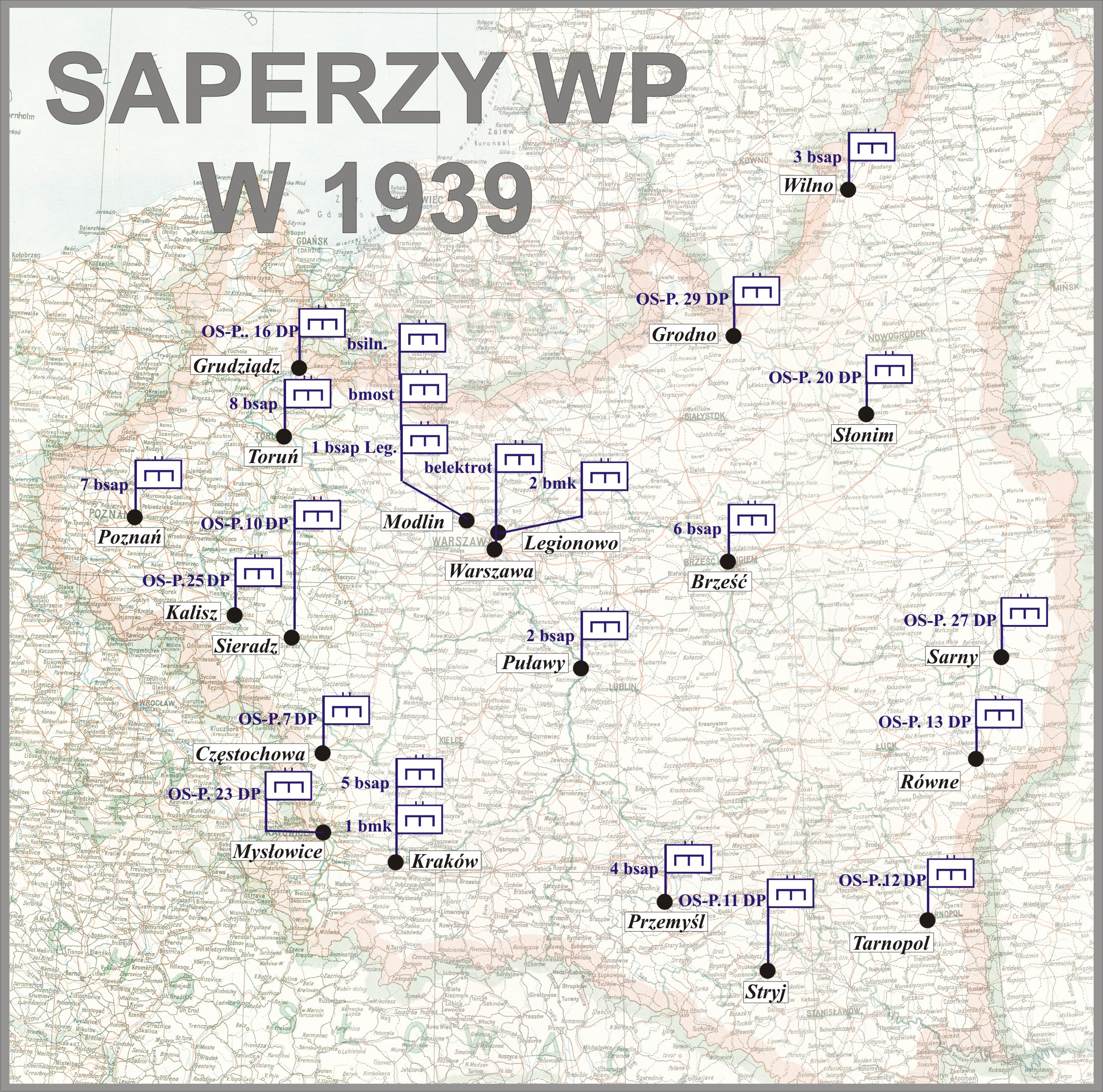
Jednostki saperskie WP w 1939

Batalion Mostowy – oddział saperów Wojska Polskiego w II Rzeczypospolitej.

## Historia batalionu
W nocy z 2 na 3 listopada 1918 w Sandomierzu Polacy służący w austro-węgierskim 11 pułku pontonowym rozbroili tę jednostkę, a następnie zorganizowali z niej 1. kompanię pontonierską pod dowództwem por. Stanisława Franciszka Repa.
Liczny napływ ochotników umożliwił rozwinięcie 1 kompanii pontonierskiej w dwie kompanie mostowe oraz kompanię rekrucką. W maju 1919 1. kompania mostowa pod dowództwem por. Stanisława Rożeckiego wyruszyła na front. W lipcu tego na front została skierowana 2 kompania mostowa pod dowództwem por. Leona Kozubskiego. Obie kompanie zostały wcielone do III batalionu saperów i do batalionu mostowego już nie powróciły.
Z pozostałej w Sandomierzu kompanii rekruckiej powstają dwie nowe kompanie mostowe, z których 28 czerwca 1919 został sformowany batalion mostowy saperów. Na dowódcę batalionu został wyznaczony ppłk Józef Zaniewski. 1 sierpnia 1919 jednostka została dyslokowana do Modlina, gdzie rozpoczęła szkolenie techniczne pododdziałów.
12 stycznia 1919 w Ostrowi Mazowieckiej–Komorowie została utworzona kompania pionierów przy Dywizji Litewsko-Białoruskiej pod dowództwem ppor. inż. Mieczysława Machajskiego. W lutym tego kompania wyrusza na front. 24 lutego w walce pod Potokiem i Różanką odnosi zwycięstwo biorąc jeńców i karabiny maszynowe. Następnie chlubnie wywiązała się z zadania obrony przedmościa pod Zelwianami. W kwietniu i maju 1919 kompania budowała mosty przez Dzitwę na linii Mosty–Lida oraz w Orlonce, na Gawii, Żyźmi i szeregu mniejszych. W lipcu kompania wzięła udział w wypadzie pociągu pancernego „Śmiały”. W tym czasie kompania, jako trzecia została włączona w skład batalionu mostowego saperów.
Poszczególne pododdziały batalionu wzięły udział w wojnie z bolszewikami.
Od 1922 batalion stacjonował w Kazuniu, w Forcie VII Twierdzy Modlin, natomiast kompania żeglugi była zakwaterowana na terenie Stoczni Marynarki Wojennej w Modlinie. Magazyny mobilizacyjne mieściły się w Spichlerzu. Do 1929 był jednostką samodzielną. W latach 1929–1934 wchodził w skład 1 Brygady Saperów, a od 1934 – 3 Brygady Saperów. Początkowo składał się z dowództwa i pięciu kompanii: trzech kompanii saperów, jednej szkolnej i jednej przepraw rzecznych.
W 1936 jego organizacja uległa unowocześnieniu – w jego składzie znalazły się dodatkowo park saperski i pluton gospodarczy, a z dwóch kompanii saperów sformowano zmotoryzowaną kompanię mostową i zmotoryzowaną kolumnę pontonową. Jego stan liczebny wynosił 739 żołnierzy, w tym 40 oficerów, 105 podoficerów i 594 szeregowców. Większość pododdziałów była zakwaterowana na terenie koszar w Kazuniu, natomiast kompania przepraw rzecznych stacjonowała na terenie stoczni Modlin (w widłach Wisły i Narwi). W 1936 wybudowano nowoczesne warsztaty, które zapewniały naprawę, montaż, a nawet produkcję nowego sprzętu na użytek Batalionu. Pomimo tego saperzy przez cały okres istnienia jednostki mieli problemy z brakiem nowoczesnego sprzętu i wykwalifikowanej kadry dowódczej.
Żołnierze batalionu wielokrotnie pomagali ludności cywilnej w różnych sytuacjach, biorąc udział w wielu akcjach przeciwpowodziowych i przeciwpożarowych, czy stawiając nowe mosty i przeprawy przez rzeki.
19 maja 1927 Minister Spraw Wojskowych ustalił i zatwierdził dzień 5 sierpnia jako datę święta batalionowego.
Batalion mostowy był jednostką mobilizującą. Zgodnie z planem mobilizacyjnym „W” dowódca batalionu był odpowiedzialny za przygotowanie i przeprowadzenie mobilizacji czternastu jednostek saperów mostowych:
- kompania mostów ciężkich typ I nr 11,
- kompania mostów ciężkich typ I nr 12,
- kompania mostów ciężkich typ I nr 15,
- kompania mostów ciężkich typ I nr 16,
- kompania mostów ciężkich typ II nr 17,
- kompania mostów ciężkich typ II nr 19,
- ciężka kolumna pontonowa typ I nr 11,
- ciężka kolumna pontonowa typ I nr 12,
- ciężka kolumna pontonowa typ I nr 15,
- ciężka kolumna pontonowa typ I nr 17,
- pluton przepraw rzecznych typ I nr 11,
- pluton przepraw rzecznych typ I nr 12,
- pluton przepraw rzecznych typ I nr 13,
- pluton przepraw rzecznych typ II nr 14[4].

Zmobilizowane jednostki należały pod względem ewidencyjnym do Ośrodka Zapasowego Saperów Nr 1. Wymienione wyżej jednostki były mobilizowane w I rzucie mobilizacji powszechnej z wyjątkiem plutonu przepraw rzecznych typ I nr 11, który był mobilizowany niejawnie, w grupie jednostek oznaczonych kolorem żółtym.
Po zakończeniu mobilizacji batalion był likwidowany. Zmobilizowane jednostki zostały przydzielone do poszczególnych związków operacyjnych i wzięły udział w kampanii wrześniowej 1939.

## Działania bojowe zmobilizowanych jednostek batalionu mostowego.
Zgodnie z planem rozwinięcia zmobilizowane jednostki batalionu miały wejść w skład odwodu saperskiego „Dęblin” i odwodu saperskiego „Modlin” oba odwody podlegały Dowódcy Saperów Sztabu Naczelnego Wodza gen. bryg. Mieczysławowi Dąbkowskiemu. Od chwili zakończenia mobilizacji powszechnej w batalionie mostowym rozpoczęto przemieszczanie poszczególnych pododdziałów mostów ciężkich zgodnie z planem.
Grupa Mostowa Dowódcy Saperów Sztabu Naczelnego Wodza
W dniu 4 września 1939 na mocy rozkazu  nr L.dz.8423/ND.39/tj. gen. bryg. M. Dąbkowskiego utworzono pod dowództwem ppłk. Teodora Zaniewskiego Grupę Mostową na bazie odwodu saperskiego „Dęblin”. 5 września w skład grupy weszły następujące pododdziały:
- poczet dowódcy GM
- plutony przepraw rzecznych typu I nr 11 i 13
- zmotoryzowane kompanie mostów ciężkich typu I nr 11, 12, 15, 16
- ciężkie kolumny pontonowe typu I nr 15, 17
- dwa plutony minerskie z Centrum Wyszkolenia Saperów (dowódcy plutonów: por. Robert Piela i por. Władysław Rożniecki)[6].

Pluton przepraw rzecznych typ I nr 11 (11 plprz).
Sformowany w ramach mobilizacji alarmowej w grupie "żółtej" w okresie 24-26 sierpnia 1939 przez batalion mostowy w Modlinie. Dowództwo plutonu objął por. Wacław Waldemar Lau. Do chwili rozpoczęcia działań wojennych stacjonował w Modlinie. W dniu 2 września 1939 rozkazem Dowódcy Saperów NW gen. bryg. M. Dąbkowskiego dyslokowany do rejonu Dęblina. Od 4 września pluton wszedł w skład Grupy Mostowej (powołanej rozkazem nr L.dz.8423/ND.39/tj. Dowódcy Saperów NW gen. bryg. M. Dąbkowskiego) dowodzonej przez ppłk. Teodora Zaniewskiego. W rejonie Dęblina celem wzmocnienia taboru pływającego plutonu dokonano rekwizycji jednostek pływających w postaci: 2 holowników, 4 barek transportowych, 4 barek mieszkalnych i 3 motorówki. Tego dnia 11 pluton objął obsługę przepraw w rejonie Brzumina od 13 plutonu przepraw rzecznych.  6, 7 i 8 września przeprawa w Brzuminie zarówno most drewniany jak i zbudowany pontonowy oraz przeprawy 11 plutonu były atakowane przez lotnictwo niemieckie. 11 plprz poniósł nieznane bliżej straty, a most drogowy drewniany został ciężko uszkodzony. Tego dnia z uwagi na podchodzące do zachodniego brzegu Wisły w rejonie Dęblina jednostki WP, przegrupowano tam 11 pluton. 8 i nocą 8/9 września pluton intensywnie pracował przeprawiając przez Wisłę uchodźców cywilnych, rozproszonych żołnierzy, a także zwarte oddziały wojska. Szczególnie działa, broń maszynową i pojazdy mechaniczne.  9 września w godzinach popołudniowych na przeprawy w Dęblinie usiłował wtargnąć niemiecki podjazd pancerny. Z uwagi na zaistniałą sytuację, na rozkaz ppłk. Zaniewskiego w dniu 9 września wieczorem tabor pływający plutonu został zatopiony przy wschodnim brzegu Wisły na północ od Dęblina. 11 plprz pomaszerował samodzielnie w ślad za innymi pododdziałami mostowymi saperów w kierunku wschodnim. Pluton dotarł do okolic Chełma, gdzie 12 września dołączył ponownie do Grupy Mostowej ppłk. Zaniewskiego i włączony został do 11 kompanii mostów ciężkich. Pluton dzielił dalsze losy z tą kompanią.
- dowództwo plutonu i poczet
- tabor pływający (holownik rzeczny "C", łodzie motorowe typu "Sokół"(5 szt.?) + tabor zarekwirowany w rejonie Dęblina: 2 holowniki rzeczne, 8 barek/kryp i 3 motorówki )
- 2 przystanie
- sekcja motopompy
- drużyna elektroświetlna (obsługa dwóch elektrowni EP III)
- drużyna wartownicza

Pluton otrzymał jako uzbrojenie: kbk wz.98, pistolety Vis i Steyer, amunicję saperską. Nie otrzymał hełmów, otrzymał maski pgaz. wz. 1932.
Pluton przepraw rzecznych typ I nr 13 (13 plprz)
Planowany do sformowania w ramach I rzutu mobilizacji powszechnej. Z uwagi na potrzebę obsługi nowo wybudowanego mostu drogowego na Wiśle w Brzuminie utworzony w czerwcu 1939 przez batalion mostowy w Modlinie. W końcu lipca 1939 ukończono budowę drogowego jednojezdniowego mostu na Wiśle koło miejscowości Brzumin, przez Zgrupowanie Mostowe nr 2 pod dowództwem mjr. Józefa Hempla. Z uwagi na powyższe wysłano z batalionu mostowego, pluton przepraw rzecznych pod dowództwem por. inż. Władysława Różyckiego, którego faktycznym dowódcą został chor. Leopold Urban. Pluton ten po rozpoczęciu mobilizacji otrzymał numer 13.  Zgodnie  planem "Z" pluton wszedł w skład odwodu saperskiego "Dęblin". Od 4 września pluton wszedł w skład Grupy Mostowej (powołanej rozkazem nr L.dz.8423/ND.39/tj. Dowódcy Saperów NW gen. bryg. M. Dąbkowskiego) dowodzonej przez ppłk. Teodora Zaniewskiego. Tego dnia 13 pluton przepraw rzecznych, przekazał obsługę mostu w Brzuminie między innymi 11 plprz, a sam został dyslokowany w rejonie Świdrów jako odwód grupy mostowej. Z uwagi na ciężkie uszkodzenie mostu w Brzuminie w dniach 7 i 8 września przez lotnictwo niemieckie oraz przesunięcie 11 plprz do Dęblina, do Brzumina 8 września ponownie dyslokowano 13 plprz chor. Urbana. Pluton miał zapewnić przeprawę przez Wisłę w pobliżu uszkodzonego mostu drewnianego oraz nowego mostu pontonowego, wycofujących się jednostek WP z jej zachodniego brzegu, a także rozbitków i cywilnych uchodźców. W dniu 8 września po godz.15 na odcinku Wisły od Góry Kalwarii do Brzumina dotarły czołowe jednostki niemieckiej 1 Dywizji Pancernej. Na rozkaz ppłk. Zaniewskiego w dniu 9 września zatopiono tabor pływający plutonu na Wiśle w rejonie Brzumina, a most pontonowy zerwano. 13 pluton miał dołączyć do jednostek Grupy Mostowej, możliwe że do 16 ciężkiej kolumny pontonowej wycofującej się w kierunku Radzynia Podlaskiego. Dalsze losy 13 plutonu przepraw rzecznych są nieznane.
- dowództwo plutonu i poczet
- tabor pływający (holownik rzeczny "C3", łodzie motorowe typu "Sokół" - S. 3, S. 6, S. 7, S. 11, S. 12)
- 2 przystanie
- sekcja motopompy
- drużyna elektroświetlna (obsługa dwóch elektrowni EP III)
- drużyna wartownicza[11]

Pluton otrzymał jako uzbrojenie: kbk wz.1898, pistolety Vis i Steyer, amunicję saperską. Nie otrzymał hełmów, otrzymał maski pgaz. wz. 1932.
Kompania mostów ciężkich typ I nr 11 (11 kmc)
Kompania została zmobilizowana w I rzucie mobilizacji powszechnej w okresie 31 sierpnia, 4 września 1939. Była pododdziałem zmotoryzowanym część pojazdów motocykli, samochodów osobowych i ciężarowych pochodziła z mobilizacji w składzie:
- dowódca z pocztem (1 oficer 11 szeregowych)
- trzy plutony mostowe (w każdym 1 oficer, 2 szeregowych, 5 drużyn x 12 saperów w każdej)
- pluton mechaników (1 oficer, 2 szeregowych, 4 drużyny x 12 saperów)
- drużyna parkowa (27 szeregowych)
- drużyna gospodarcza (9 szeregowych)

łącznie kompania liczyła 5 oficerów i 290 podoficerów i szeregowych. Posiadała „własnych” 22 samochody ciężarowe i 6 motocykli z koszem, 13 przyczep, pozostałe pochodziły z mobilizacji lub kolumn samochodowych. 11 kompania posiadała własne pojazdy przestarzałe typu Berliet, Packard, Chevrolet, oraz pochodzące z mobilizacji typu Fiat 621 L lub Ursus zużyte i wyeksploatowane. Uzbrojenie kompanii składało się z kb wz. 1886/93 Lebel, kbk wz. 1916 Berthier i maski pgaz. RSC. Dowódcą kompanii został kpt. Jan Kawiński. W dniu 3 września rejon gdzie była mobilizowana kompania w Kazuniu był bombardowany przez lotnictwo niemieckie. 4 września o 21.00 11 kmc została podporządkowana Grupie Mostowej dowodzonej przez ppłk Zaniewskiego i otrzymała w godzinach nocnych rozkaz wymarszu w rejon Puław. 7 września od godzin porannych kompania dwoma plutonami obsługiwała most Świdry Małe wraz z plutonem 16 kmc i plutonem minerskim z CWSap. por. Piela, komendantem przeprawy był kpt. Kawiński. Natomiast pozostała część 11 kmc obsługiwała most w Brzuminie wraz z 11 pprz i częścią 15 ciężkiej kolumny pontonowej. 7 i 8 września most w Brzuminie był kilkakrotnie bombardowany, został poważnie uszkodzony, poniesiono straty w rannych saperach. Z uwagi na uszkodzenie mostu w Maciejowicach/k. Garwolina przez niemieckie bombardowanie do jego naprawy skierowano jeden z plutonów 11 kmc ze Świdrów Małych, naprawę zakończono w nocy 8 września o godz.3. 8 września ponownie zbombardowano mosty w Brzuminie, Maciejowicach i Świadrach Małych, z uwagi na powyższe pluton z Maciejowic powrócił do mostu Świdry Małe, który naprawiono, gdzie wzmocniono obsadę o pluton z 16 kmc. Celem zintensyfikowania przepraw wojsk z zachodniego brzegu Wisły w rejonie mostów, wytyczano brody dla kawalerii, zaprzęgów artylerii i budowano po trzy kładki dla piechoty, odbudowywano uszkodzone mosty, wysłano łączników do jednostek nadchodzących do Wisły. 11 kompania nocą 8/9 września pracowała 2 plutonami przy moście "Świdry Małe", jednym plutonem most w "Maciejowice", jeden pluton był w domarszu do Świdrów Małych. 9 września rozkazem ppłk Zaniewskiego pluton minerski por. Pieli został wcielony do 11 kmc, po wysadzeniu przez niego 10 września o godz.4.50 mostu „Świdry Małe”, pomaszerował wraz z 11 kompanią do rejonu koncentracji w majątku Jarczew przy szosie Maciejoice-Łuków. 9 września ok. godz.18 pluton minerski por. Różnieckiego wysadził most "Maciejowice" wraz z niemieckimi dwoma czołgami 1 DPanc., skąd po zakończeniu przeprawy pluton 11 kmc pomaszerował wieczorem do majątku Jarczew. Po wypoczynku o świcie 11 września kompania podjęła marsz przez Łuków, Radzyń Podlaski, Wisznicę i Sławatycze za rzekę Bug. Po osiągnięciu lasów przy szosie Sławatycze-Włodawa zarządzono postój dzienny o świcie 12 września. W południe 13 września kompania wraz z Grupą Mostową osiągnęła rejon Chełma, tu w jej skład wcielono 11 pprz por. Laua. 13 września Grupa Mostowa dotarła do Krasnegostawu, gdzie z uwagi na zajęcie rejonu Zamościa przez niemiecką 2 D.Panc. zawróciła ponownie w kierunku Chełma. Na rozkaz gen. bryg. M. Dąbkowskiego GM ppłk Zaniewskiego miała kierować się do rejonu Stanisławowa. Część kompanii i kolumn odłączyła się od GM podczas nocnego marszu 13/14 września. 11 kmc odpoczywała 14 września w rejonie Chełma. Prawdopodobnie realizując rozkaz marszu w kierunku Stanisławowa 18 września dotarła wraz z częścią GM do Buczacza. Dalsze losy 11 kmc są nieznane. Duża grupa saperów przekroczyła granicę węgierską 19 i 20 września w Jasinie, dalsze grupy saperów z GM przekroczyły granicę 20 i 21 września w Munkaczu.
Kompania mostów ciężkich typ I nr 12 (12 kmc)
Kompania została zmobilizowana w I rzucie mobilizacji powszechnej w okresie 31 sierpnia, 3 września 1939. Była pododdziałem zmotoryzowanym część pojazdów; motocykli, samochodów osobowych i ciężarowych pochodziła z mobilizacji w składzie i z wyposażeniem takim samym jak 11 kmc. Dowódcą kompanii został por. Jerzy Łozina-Łoziński. 12 kompania wyruszyła w rejon Puław nocą 3/4 września 1939, gdzie jako jedna z pierwszych weszła w skład Grupy Mostowej. Od 4 września podjęła obsługę mostu w Puławach, 6 i 7 września most był bombardowany przez lotnictwo niemieckie, został on uszkodzony, dokonano naprawy. 8 września jeden pluton 12 kmc wsparł wysiłek saperów przy budowie i naprawie przepraw w Brzuminie, w godzinach popołudniowych ponownie lotnictwo niemieckie uszkodziło lekko most w Puławach. Nocą 8/9 września dokonano częściowego przegrupowania 12 kompanii, dwa plutony obsługiwały most w Puławach jeden pluton most "Maciejowice", pozostałość kompanii stanowiła odwód w rejonie Woli Osińskiej. Budowano intensywnie przeprawy w rejonach mostów, brody dla kawalerii i zaprzęgów, artylerii i po 3 kładki dla piechoty. O świcie 9 września pozostałość 12 kompanii wsparła obsługę mostu w Puławach otrzymała ona jednocześnie 8 ton amunicji. Jednocześnie jeden z plutonów skierowano do obsługi mostu „Świdry Małe". Po wysadzeniu mostów "Maciejowice" i Świdry Małe" przebywające tam plutony 12 kmc udały się do folwarku Kozłówka przy szosie Lubartów-Siedliska miejscu koncentracji kompanii. 10 września w godzinach porannych pod ogniem niemieckiej broni maszynowej z lewego brzegu Wisły most został wysadzony przez saperów 12 kompanii. Pomimo ciągłych ataków lotnictwa niemieckiego do 8 nalotów dziennie most był utrzymany w sprawności. 12 kmc skoncentrowała się w folwarku Kozłówka wraz z powierzonymi jej materiałami wybuchowymi. 11 września kompania podjęła marsz przez Parczew, Wisznice i Sławatycze w kierunku Bugu. 12 września jeden z plutonów 12 kompanii został wysłany do Domaczewa, gdzie miał za zadanie przygotować do wysadzenia most na rzece Bug i po wzmocnieniu bronią maszynową miał stanowić jego osłonę. Pozostała część kompanii wraz z Grupą Mostową pojechała w kierunku Chełma Lubelskiego. Po osiągnięciu tego rejonu 13 września GM otrzymała rozkaz marszu w kierunku Stanisławowa. W trakcie nocnego marszu od GM odłączyła się 12 kmc i 15 kmc. 12 kompania pojechała przez Dorohusk na Luboml docierając 15 września do Kowla. W trakcie marszu nocnego 13/14 września odłączyło się od kolumny kompanii 5 samochodów ciężarowych Chevrolet z 30 saperami, grupa ta 19 września przekroczyła granicę węgierską w miejscowości Drachno. Z uwagi na kapitulację załogi Kowla w dniu 18 września, następnego dnia 12 KMC odjechała na zachód. Dołączyła 21 września do Grupy Saperów mjr. Plewako, gdzie znajdowała się już 15 kmc. 22 września przeprawiła się przez Bug promem w miejscowości Żyrsko. Po drodze toczono potyczki z dywersantami ukraińskimi. 25 września 12 kompania wraz z Grupą Saperów dołączyła do Grupy płk. Płonki w rejonie Chełma. Kompania maszerował w szpicy grupy w kierunku Lublina, osiągnęła most w na rzece Wieprz Dorohuczu. Została ostrzelana ogniem niemieckiej artylerii. 26 września kompania uczestniczyła w walce we wsi Fajsławice, gdzie odrzucono niemiecki oddział biorąc jeńców i zdobywając dwa samochody i dwa działa. 27 września na rozkaz płk. Płonki zniszczono sprzęt mostowy celem odciążenia samochodów do jazdy po drogach polnych i leśnych. 28 września kompania przejechała trasę Wysokie-Chrzanów w kierunku Dzwoli. 12 kompania 29 września stanowiła straż tylną Grupy płk. Płonki. W Dzwoli 12 kmc włączyła się do walki z dywizjonem ppanc niemieckiej 27 DP. Z uwagi na wejście do walki oddziałów sowieckich kompania 1 października 1939 wraz z Grupami płk. Płonki i płk. dypl. T. Zeleniewskiego wycofała się do rejonu Domostawa-Mamoty. Z uwagi na kapitulacje przed wojskami sowieckimi w dniu 2 października zgrupowania. Dowódca kompanii por. Łozina-Łoziński nakazał zniszczyć i zakopać sprzęt i broń, wypłacenie uposażenia saperom oraz rozdzielić żywność. Kompanię rozwiązał, a żołnierzom nakazał udać się do domów.
Kompania mostów ciężkich typ I nr 15 (15 kmc)
Kompania została zmobilizowana w I rzucie mobilizacji powszechnej w okresie 31 sierpnia, 3 września 1939. Była pododdziałem zmotoryzowanym jako jedyna z kompanii mostów ciężkich posiadała ukompletowanie pojazdów całkowicie pochodzące z zapasów mobilizacyjnych wojska - batalionu mostowego. Były to w części pojazdy nowe pochodzące z bieżącej produkcji. Sformowana została w składzie i z wyposażeniem takim samym jak 11 kmc. Dowódcą kompanii został por. Aleksander Alojzy Piątkowski. 15 kompania wyruszyła w rejon Puław nocą 3/4 września 1939, gdzie jako jedna z pierwszych weszła w skład Grupy Mostowej. Po przybyciu objęła do nadzoru i obsługi przeprawę i most w Dęblinie. 7 września lotnictwo niemieckie podczas bombardowania uszkodziło most pod Dęblinem na rzece Wieprz, na szosie Puławy-Dęblin, naprawiony przez jeden z plutonów 15 kmc. Tego dnia dowódca 15 kompanii wykazując się dużą operatywnością zarekwirował pojazd cysternę z warszawskiej Straży Pożarnej przemalowując i przerabiając na cysternę paliwową, a paliwo pozyskano z lotniska w Dęblinie. Ponadto uzyskano dla całej kompanii z Głównej Składnicy Uzbrojenia nr 2 w Stawach, nową broń strzelecką kbk wz. 29 każda drużyna otrzymała nowy rkm wz. 28, a każdy pluton ckm wz. 30. Dla całości kompanii pobrano hełmy. 8 września celem wsparcia odbudowy mostu "Maciejowice" przekazano jeden z plutonów kompanii. Tego też dnia zostało rannych 10 saperów 15 kompanii w trakcie ataków niemieckiego lotnictwa na mosty w Dęblinie i Maciejowicach. W rejonie przeprawy w Dęblinie wytyczono brody przez Wisłę dla kawalerii i zaprzęgów, taborów, a ponadto wybudowano 4 kładki dla piechoty, celem przewiezienia żołnierzy i pojazdów do wsparcia 15 kompanii przybył 11 pluton przepraw rzecznych. Od nocy 8/9 września 15 kmc ugrupowana była: dwoma plutonami w Dęblinie, jednym plutonem w "Maciejowice", pozostała część kompanii jako odwód w Woli Blizockiej. 9 września ok. godz.14 niemiecka czołówka pancerna usiłowała uchwycić most w Dęblinie, most wraz z dwoma niemieckimi czołgami został wysadzony przez dowódcę 15 kompanii, na rozkaz dowódcy odcinka obronnego ppłk. Ottona Zielińskiego. Po wycofaniu się niemieckiego patrolu pancernego rozebrano kładki, a od wieczora 1 pluton kompanii i 11 plprz przewozili przez Wisłę żołnierzy i uchodźców cywilnych. 15 kmc wieczorem tego dnia odjechała do miejsca koncentracji przez Przytyczno-Michów w rejon Lubartowa. Tego też dnia po wysadzeniu mostu "Maciejowice" ok. godz.18 wraz z niemiecką czołówką pancerną (2 czołgami) przez pluton minerski por. W. Różnieckiego, pluton 15 kmc i częściowo rozproszony pluton minerski dołączyły do 15 kompanii w rejonie Dęblina. 10 września kompania przebywała w lesie 6 km od Lubartowa, a 1 pluton nadal w Dęblinie. 11 września 15 kmc odpoczywała w lasach przy szosie Sławatycze-Włodawa. 12 września 15 kompania wraz z Grupą Mostową pojechała w kierunku Chełma Lubelskiego. Po osiągnięciu tego rejonu 13 września GM otrzymała rozkaz marszu w kierunku Stanisławowa. W trakcie nocnego marszu od GM odłączyła się 15 kmc i 12 kmc oba pododdziały skierowały się przez Dorohusk na Luboml. 14 września 15 kmc została zatrzymana w Dorohusku przez organizującego obronę tego odcinka Bugu ppłk. dypl. Künstlera. Otrzymała zadanie obrony mostów na Bugu jednocześnie przygotować je miała do wysadzenia. 17 września kompania stoczyła walkę z niemiecka piechotą zmotoryzowaną wspartą czołgami w obronie mostu, straciła 4 poległych saperów, wzięła do niewoli 12 jeńców. Wobec zagrożenia utratą mostu w Dorohusku, wysadziła go wieczorem 17 września. Następnie 18 września dotarła w okolice Kowla, po uzyskaniu informacji o pojawieniu się czołówek Armii Czerwonej w okolicach Kowla, kompania odjechała w kierunku zachodnim. 19-20 września 15 kmc dołączyła do Grupy Saperów mjr. Wacława Plewako. 22 września przeprawiła się przez Bug promem w miejscowości Żyrsko. Po drodze toczono potyczki z dywersantami ukraińskimi. 25 września 15 kompania wraz z Grupą Saperów dołączyła do Grupy płk. Płonki w rejonie Chełma. 26 września kompania uczestniczyła w walce we wsi Fajsławice, gdzie odrzucono niemiecki oddział biorąc jeńców i zdobywając dwa samochody i dwa działa. 27 września na rozkaz płk. Płonki w Przęsławicach zniszczono sprzęt mostowy celem odciążenia samochodów do jazdy po drogach polnych i leśnych. 28 września kompania przejechała trasę Wysokie-Chrzanów w kierunku Dzwoli. 29 września 15 kmc jechała jako straż przednia Grupy płk. Płonki. W Dzwoli 15 kmc stoczyła wraz z innymi oddziałami grupy walkę z dywizjonem ppanc. niemieckiej 27 DP. Z uwagi na wejście do walki oddziałów sowieckich kompania 1 października 1939 wraz z Grupami płk. Płonki i płk. dypl. T. Zeleniewskiego wycofała się do rejonu Domostawa-Mamoty. W dniach 30 września i 1 października 15 kompania odpierała kilkakrotnie ataki sowieckich samochodów pancernych na kolumnę grupy. Z uwagi na kapitulacje przed wojskami sowieckimi w dniu 2 października zgrupowania, dowódca kompanii por. Piątkowski nakazał zniszczyć lub zakopać broń i wyposażenie, wypłacił żołd rozwiązał kompanię, a żołnierzom rozkazał udać się do domów.
Kompania mostów ciężkich typ I nr 16 (16 kmc)
Kompania została zmobilizowana w I rzucie mobilizacji powszechnej w okresie 31 sierpnia, 4 września 1939. Była pododdziałem zmotoryzowanym część pojazdów; motocykli, samochodów osobowych i ciężarowych pochodziła z mobilizacji w składzie i z wyposażeniem takim samym jak 11 kmc. Dowódcą kompanii został por. Zbigniew Kłosowicz. W dniu 3 września rejon gdzie była mobilizowana kompania w Kazuniu był bombardowany przez lotnictwo niemieckie. 4 września o 21.00 16 kmc została podporządkowana Grupie Mostowej dowodzonej przez ppłk Zaniewskiego i otrzymała w godzinach nocnych rozkaz wymarszu do rejonu na wschód od Świdrów. Na miejscu trafiła do odwodu Grupy Mostowej, wydzieliła jeden pluton do obsługi mostu "Świdry Małe". 7 września z uwagi na ciężkie uszkodzenie mostu "Brzumin" wysłano następny pluton do wsparcia pracujących tam pododdziałów. 7 i 8 września oba pracujące plutony kompanii były bombardowane w rejonie obsługiwanych mostów ponosząc straty w rannych od ataków lotniczych. 8 września w godzinach popołudniowych po uszkodzeniu mostu "Świdry Małe" został wysłany do wsparcia prac następny pluton 16 kmc. Nocą 8/9 września nastąpiło częściowe przegrupowanie pododdziałów GM, do miejsca postoju kompanii powróciły plutony z obsługi mostów "Brzumin" i jeden ze "Świdry Małe", drugi przebywający tam pozostał nadal. 10 września w godzinach porannych po wysadzeniu mostu "Świdry Małe" do kompanii dołączył pracujący tam pluton. 16 kmc utraciła łączność z dowództwem Grupy Mostowej i nie przybyła na jej miejsce koncentracji. 16 kmc z niewidomych powodów pojechała przez Parczew, Brześć n/Bugiem, Chełm Lubelski i Hrubieszów do Uściługa. Tu zbudowała 2 przystanie i prom na rzece Bug. Po agresji sowieckiej odjechała do Chełma. Tu na rozkaz gen. dyw. Dąb-Biernackiego pozostawiła sprzęt mostowy i odjechała do miejscowości Tyszowce. 24 września otrzymała ze sztabu Frontu Północnego rozkaz o zniszczenia broni i sprzętu oraz rozwiązaniu pododdziału.
Ciężka kolumna pontonowa typ I nr 15 (15 ckp)
Kolumna została zmobilizowana w I rzucie mobilizacji powszechnej w okresie 31 sierpnia, 4 września 1939. Była pododdziałem zmotoryzowanym większość pojazdów; motocykli, samochodów osobowo-terenowych, ciężarowych, specjalnych i przyczep pochodziła z własnych zasobów mobilizacyjnych, otrzymywano niewielkie uzupełnienie brakujących motocykli i pojazdów ciężarowych z poboru. Mobilizowała się w składzie:
- dowódca kolumny z pocztem (2 oficerów i 4 szeregowych)
- drużyna gospodarczo-warsztatowa (19 szeregowych)
- dwa plutony pontonowe CMPS (Ciężkich Mostów Pontonowych Stalowych) (1 oficer 49 szeregowych)

łącznie kolumna liczyła 4 oficerów, 127 podoficerów i saperów. Na wyposażeniu posiadała 22 ciężkie ciężarówki Packard(ewentualnie Berliet GCB), 3 ciężarówki Polski Fiat 621L, samochód cysterna Packard, samochód warsztatowy FWD, 22 przyczepki dla pontonów, 1 przyczepka kuchenna i 2 przyczepki benzynowe, 2 motocykle z koszem, planowano do użytku samochód Polski Fiat 508 "łazik" i Polski Fiat 508 furgon. Uzbrojenie kolumny składało się z kbk wz. 1916 Berthier i maski pgaz. RSC, kolumny nie otrzymały hełmów. Dowódcą kolumny został kpt. Stefan Walewender. W dniu 3 września rejon gdzie była mobilizowana kolumna w Kazuniu był bombardowany przez lotnictwo niemieckie. 4 września o 21.00 15 ckp została podporządkowana Grupie Mostowej dowodzonej przez ppłk Zaniewskiego i otrzymała w godzinach nocnych rozkaz wymarszu w rejon Puław. W trakcie marszu skierowano ją do Brzumina, do obsługi mostu drogowego, drewnianego oraz do podjęcia budowy mostu pontonowego, rejon ten obsadziła 6 września. Nazajutrz wraz z kompaniami mostów ciężkich naprawiała uszkodzony most "Brzumin" przez ataki lotnictwa niemieckiego. 8 września 15 ckp pracowała pod ciągłymi atakami niemieckiego lotnictwa przy budowie przeprawy przez Wisłę ponosząc straty kilku rannych saperów i 3 poległych, od 6 wrześni komendantem przeprawy był kpt. Walewender. Z uwagi na uszkodzony drewniany most stały ruch odbywał się przez zbudowany przez kolumnę most pontonowy. Nocą 8/9 września na przeprawie pozostała tylko 15 ckp, która obsługiwała most pontonowy przez Wisłę i kładki dla piechoty. Z chwilą podejścia 8 września wojsk niemieckich do Wisły i jej sforsowania nazajutrz na północ od Brzumina most pontonowy zerwano w nocy 8/9 września. 9 września 15 kolumna odjechała w kierunku wschodnim zgodnie z rozkazem ppłk. Zaniewskiego, 10 września wieczorem dotarła do lasu w pobliżu Woli Blizockiej przy szosie na Radzyń Podlaski.15 ckp 11 września podjęła marsz w kierunku Sławatycz, 12 i 13 września GM wraz z 15 kolumną przemieściła się zgodnie z rozkazem Dowódcy Saperów Sztabu NW gen. bryg. M. Dąbkowskiego w kierunku Chełma. 13 września Grupa Mostowa dotarła do Krasnegostawu, gdzie z uwagi na zajęcie rejonu Zamościa przez niemiecką 2 D. Panc. zawróciła ponownie w kierunku Chełma. Na rozkaz gen. bryg. M. Dąbkowskiego GM ppłk Zaniewskiego miała kierować się do rejonu Stanisławowa. Dalszy los 15 ciężkiej kolumny pontonowej nie jest znany. Wiadomo, że duża grupa saperów przekroczyła granicę węgierską 19 i 20 września w Jasinie, dalsze grupy saperów z GM przekroczyły granicę 20 i 21 września w Munkaczu.
Ciężka kolumna pontonowa typ I nr 17 (17 ckp)
Kolumna została zmobilizowana w I rzucie mobilizacji powszechnej w okresie 31 sierpnia, 3 września 1939. Była pododdziałem zmotoryzowanym wszystkie pojazdy; motocykle, samochody osobowo-terenowe, ciężarowe, specjalne i przyczepy pochodziły z własnych zasobów mobilizacyjnych. Mobilizowała się w składzie tak jak 15 ckp, uzbrojenie i wyposażenie było takie samo. Dowódcą kolumny został por. Edmund Śliwiński. Nocą 3/4 września kolumna wraz z 12 i 15 kmc wyruszyła zgodnie z rozkazem dowódcy Grupy Mostowej ppłk. T. Zaniewskiego w kierunku Puław. Od 7 września 17 ckm stacjonowała w odwodzie GM w rejonie na wschód od Świdrów. Nocą 8/9 września z rozkazu ppłk Zaniewskiego 17 kolumna pojechała trasą poprzez Łuków, Radzyń Podlaski, Leplówka, gdzie miała dotrzeć rano 10 września. Po dotarciu 11 września reszty GM w rejon Lepelówki, ppłk Zaniewski nakazał jej pozostać na miejscu w oczekiwaniu na 16 kmc, z którą ppłk Zaniewski utracił kontakt. 16 września podczas kontaktu z ppłk. Zaniewskim 17 kolumna otrzymała rozkaz osiągnięcia do dnia 18 września miejscowości Buczacz. Dalsze losy 17 ckp nie są znane, wydaje się możliwe, że duża grupa saperów saperów przekroczyła granicę węgierską 19 i 20 września w Jasinie, dalsze grupy saperów z GM przekroczyły granicę 20 i 21 września w Munkaczu.
Zgrupowanie mostowe w obronie Modlina
4 września płk Stanisław Arczyńskim I zastępca Dowódcy Saperów Sztabu NW przydzielił pozostałe pododdziały zmobilizowane w batalionie mostowym do Armii "Modlin" z zadaniem przygotowania przepraw przez Wisłę i Narew w obrębie twierdzy Modlin środkami własnymi i zarekwirowanymi. Pododdziałami tymi były:
- 17 i 19 kompanie mostów ciężkich typu II
- 11 i 12 ciężka kolumna pontonowa typu I
- 12 pluton przepraw rzecznych typu I
- 14 pluton przepraw rzecznych typu II

Kompania mostów ciężkich typ II nr 17 (17 kmc)
Kompania została zmobilizowana w I rzucie mobilizacji powszechnej w okresie 31 sierpnia, 4 września 1939. Według etatu typu II kompania miała podobną organizacje do kompanii typu I składała się z:   
- dowódca z pocztem
- trzy plutony mostowe (w każdym 1 oficer, 2 szeregowych, 5 drużyn x 12 saperów w każdej )
- pluton mechaników (1 oficer, 2 szeregowych, 4 drużyny x 12 saperów)
- drużyna parkowa (27 szeregowych)
- drużyna gospodarcza (9 szeregowych)

łącznie kompania liczyła 5 oficerów i 263 podoficerów i saperów. Posiadała tylko "własnych" pojazdów 2 ciężarówki, 2 motocykle z wózkami oraz 10 przyczepek (paliwowa, kuchnia, 4 kafarowe i 4 z pontonami ciężkimi. Do transportu miała otrzymać ciężką kolumnę transportową (samochodów ciężarowych), których nie otrzymała. Z uwagi na braki w taborze samochodowym i niemożliwość w uzyskaniu pojazdów ciężarowych większość kompanii przystosowano do trakcji konnej. Uzbrojenie kompanii składało się z kb wz. 1886/93 Lebel, kbk wz. 1916 Berthier i maski pgaz. RSC. Dowódcą kompanii został por. Maciej Szonert. Na podstawie rozkazu płk Arczyńskiego kompania zajęła rejon wyczekiwania w koszarach batalionu mostowego w Kazuniu, wraz z 19 kmc. Dalsze działania kompanii w obronie Modlina do dnia 29 września nie są znane, wiadomo iż obsługiwał mosty modlińskie, dokonując ich napraw.
Kompania mostów ciężkich typ II nr 19 (19 kmc)
Kompania została zmobilizowana w I rzucie mobilizacji powszechnej w okresie 31 sierpnia, 4 września 1939. Kompania miała taki sam skład i wyposażenie jak 17 kmc. Dowódcą kompanii został por. Wiesław Stepanoff. Na podstawie rozkazu płk Arczyńskiego kompania zajęła rejon wyczekiwania w koszarach batalionu mostowego w Kazuniu, wraz z 17 kmc. 8 września w wyniku nalotów lotnictwa niemieckiego uszkodzono lekko most kolejowo drogowy na Narwi i drewniany most na Wiśle. Oba mosty zostały naprawione przez kompanię tego samego dnia. W okresie od 8 do 11 września wchodziła w skład zgrupowania przeprawowego mjr Tadeusza Pisarskiego z 61 b sap.. 9 września 19 kmc przeszła do koszar batalionu elektrotechnicznego w Nowym Dworze Mazowieckim. 11 września kompania podjęła marsz do Legionowa na rozkaz dowódcy 8 batalionu saperów, lecz rozkaz zmieniono i kompania powróciła do Nowego Dworu. Z uwagi na zniszczenie mostów: kolejowo drogowego na Narwi, ciężkim uszkodzeniem mostu drewnianego na Wiśle i stałego mostu drogowego na Wiśle. 13 września 19 kmc przystąpiła do budowy 8-tonowego mostu stocznia modlińska-wodociągi modlińskie na Narwi. Jednocześnie dwie drużyny naprawiały stały most drogowy na Wiśle. 15 września zakończono pomyślnie budowę mostu 260 metrowego i naprawę drogowego. 15 września podjęto odbudowę mostu drewnianego na Wiśle. Odbudowę ukończono dopiero 25 września z uwagi na ataki lotnicze i ostrzał artylerii. Dnia 29 września kompania złożyła broń wraz z załogą twierdzy. Straty kompanii 2 rannych.
Ciężka kolumna pontonowa typ I nr 11 (11 ckp)
Kolumna została zmobilizowana w I rzucie mobilizacji powszechnej w okresie 31 sierpnia, 4 września 1939. Była pododdziałem zmotoryzowanym większość pojazdów; motocykli, samochodów osobowo-terenowych, ciężarowych, specjalnych i przyczep pochodziła z własnych zasobów mobilizacyjnych, otrzymywano niewielkie uzupełnienie brakujących motocykli i pojazdów ciężarowych z poboru. Mobilizowała się w składzie etatowym jak 15 ciężka kolumna pontonowa. Jakie pojazdy i w jakiej ilości otrzymała nie ustalono. Uzbrojenie i wyposażenie osobiste saperów jak pozostałe kolumny. Dowódcą kolumny był kpt. Maciej Prozwicki. Od nocy 3/4 września 11 kolumna stacjonowała w Kazuniu Polskim. Od 5 do 29 września uczestniczyła w obronie Modlina. Szczegółów dotyczących działań bojowych 11 ckp nie ustalono.
Ciężka kolumna pontonowa typ I nr 12 (12 ckp)
Kolumna została zmobilizowana w I rzucie mobilizacji powszechnej w okresie 31 sierpnia, 4 września 1939. Była pododdziałem zmotoryzowanym większość pojazdów; motocykli, samochodów osobowo-terenowych, ciężarowych, specjalnych i przyczep pochodziła z własnych zasobów mobilizacyjnych, otrzymywano niewielkie uzupełnienie brakujących motocykli i pojazdów ciężarowych z poboru. Jednak nie została wyznaczona do działań "w polu" z uwagi na małą manewrowość. Na 22 ciężkie samochody ciężarowe do transportu członów przeprawowych otrzymała tylko 13, w tym 5 pełnosprawnych. Mobilizowała się w składzie etatowym jak 15 ciężka kolumna pontonowa. Uzbrojenie i wyposażenie osobiste saperów jak pozostałe kolumny. Dowódcą kolumny był por. Tomasz Wierzejewski. Do 10 września pracowała wraz z 12 kmc w utrzymaniu mostu drewnianego przez Wisłę. W okresie od 8 do 12 września wchodziła w skład zgrupowania przeprawowego mjr Tadeusza Pisarskiego z 61 b sap.. Od 10 do 13 września przygotowała się do budowy mostu w okolicach Nieporętu przewożąc przez trzy dni materiał budowlany i narzędzia w lasy w okolicach Jabłonny. 14 września po zajęciu rejonu Jabłonny i Nieporętu przez wojska niemieckie utraciła swoje wyposażenie i materiał do budowy. Od 14 do 18 września otrzymała zadanie zbudowania trzech przepraw pontonowych na Narwi i Wiśle, zbudowano przystanie i zwodowano oraz przygotowano człony przeprawowe. Z uwagi na, to dyslokowano 12 kolumnę do Kazunia. Następnie 12 ckp kwaterował w koszarach CWSap. Do dnia kapitulacji Modlina pełniła służbę przy wybudowanych przeprawach i służbę wartowniczą przy obiektach twierdzy. Podczas walk poległ 1 saper, a 3 zostało rannych.
Pluton przepraw rzecznych typ I nr 12 (12 plprz).  
Sformowany w ramach I rzutu mobilizacji powszechnej pomiędzy 31 sierpnia, a 4 września 1939. W takim samym składzie i wyposażeniu etatowym w środki techniczne, przeprawowo-przewozowe jak pozostałe plutony przepraw rzecznych typu I. Dowódcą plutonu został por. Michał Jankiewicz. Od nocy 3/4 września 12 plprz stacjonował na Narwi przy wsi Sasy k/Kazunia. W okresie od 8 do 12 września wchodził w skład zgrupowania przeprawowego mjr Tadeusza Pisarskiego z 61 b sap..Dalsze działania plutonu w obronie Modlina do 29 września nie są znane.
Pluton przepraw rzecznych typ II nr 14 (14 plprz).
Sformowany w ramach I rzutu mobilizacji powszechnej pomiędzy 31 sierpnia, a 4 września 1939. Jako pluton typu II (ciężki). Stan etatowy nieznany. Wyposażony był w jednostki pływające pozwalające przeprawić pododdziały żołnierzy i sprzęt ciężki. Na stanie posiadał prawdopodobnie  2 promy parowe - przewozy "Saper" (Przewóz II), "Rezerwa", 2 holowniki rzeczne typu "C", Warsztat pływający "SW" oraz nieustalone jednostki pływające pochodzące z poboru/rekwizycji. Dowódcą plutonu został por. Tadeusz Łochowski. Nocą 3/4 września pluton dyslokował się na Narwi przy wsi Grochoły k/Kazunia. W okresie od 8 do 12 września wchodził w skład zgrupowania przeprawowego mjr Tadeusza Pisarskiego z 61 b sap.. Działania plutonu w obronie Modlina do 29 września nie są znane.
Oddział nadwyżek mobilizacyjnych taboru rzecznego batalionu mostowego
Po wyjeździe z garnizonu ppłk. Teodora Zaniwskiego wraz ze zmobilizowanymi kompaniami i kolumnami i plutonami pokojowy Komendant Parku batalionu mjr Józef Irzykiewicz rozkazał, aby etatowe pozostałości taboru pływającego i zarekwirowane jednostki pływające z obsadą cywilną zgrupowały się 4/5 września przy Spichlerzu na Narwi w Kazuniu. 5 i nocą 5/6 września załadowano na pokłady jednostek pływających z magazynów bm wyposażenia broni, umundurowania, narzędzi urządzenia koszarowe, warsztatowe, elektrownie, obrabiarki itp. Na dowódcę taboru pływającego wyznaczono ppor. rez. inż. Bronisława Miśkiewicza. W skład taboru pływającego weszły 2 zarekwirowane statki parowe bocznokołowce, holownik motorowy oraz wojskowe 2 holowniki "C", 3 łodzie motorowe typu "Sokół", liczne berlinki i krypy. 6 września w ślad za Grupą Mostową do rejonu Puław wypłynął tabor pływacy. 7 września "tabor" dotarł do miejsca stacjonowania 13 plprz pomiędzy Świdrem, a Górą Kalwarią. 8 września z uwagi na niski stan Wisły dalsza podróż stał się niemożliwa, ponadto z uwagi na zagrożenie niemieckich oddziałów transport zatrzymano. 10 września wyokrętowano 80 żołnierzy z bronią maszynową odesłano do Garwolina. Wobec podejścia do zachodniego brzegi Wisły oddziałów niemieckich 11 września jednostki pływające częściowo zatopiono przy wschodnim brzegu rzeki. Ppor. Miśkiewicz z liczącą 35 żołnierzy grupę poprowadził ją przez Garwolin, Łuków, Białą Podlaską do Włodawy. Po uzyskaniu informacji o wkroczeniu wojsk sowieckich grupa rozpoczęła marsz w kierunku Warszawy. Grupa tocząc potyczki z wojskami niemieckimi, tracąc kilkunastu żołnierzy dotarła 30 września do Garwolina, tu na wieść o kapitulacji Warszawy ppor. Miśkiewicz grupę rozwiązał.
Obecnie tradycje Batalionu Mostowego kultywuje 1 Pułk Drogowo-Mostowy, stacjonujący także w Kazuniu.

## Saperzy mostowi
Dowódcy batalionu
- ppłk sap. Józef Zaniewski (od 26 VI 1919[b])
- mjr sap. Józef Siłakowski (20 VI 1921[32] – 31 XII 1926[33])
- mjr/ ppłk sap. Władysław Spałek (V 1927[34] – V 1930[35])
- ppłk sap. Jan Połubiński (31 V 1930[35] – 30 IV 1932 → stan spoczynku[36])
- mjr sap. Czesław Hellmann (p.o. od 30 IV 1932)
- mjr sap. Jan Edmund Monkiewicz (od 30 VIII 1932[37])
- mjr sap. Leon Mecugoff (od 10 XII 1935)
- ppłk dypl. sap. Leon Bianchi (od XI 1936)
- mjr / ppłk sap. Teodor Leon Zaniewski (8 VII 1938 - IX 1939)

Zastępcy dowódcy batalionu
- kpt. sap. Stanisław Rządkowski (p.o. 1923 – X 1926[38])
- kpt. / mjr sap. Marian Żybułtowski (I[39] – XII 1927[40])
- mjr sap. Jan Połubiński (XII 1927[41] – I 1929 → zastępca dowódcy 3 psap[42])
- mjr sap. Sobiesław Zaleski (I 1929[42] – III 1931 → I oficer sztabu 4 BSap[43])
- mjr sap. Czesław Hellmann (1 III 1932[44] – I 1934 → dowódca 2 bmk[45])
- mjr sap. Józef Hempel (1939)

Oficerowie
- kpt. Teofil Bojanowski (1925–1928)
- por. Jan Wojciech Kiwerski
- ppor. Zenon Schreyer
- kpt. Mieczysław Stępiński (1921–1928)
- por. Adam Szugajew (1929–1934)

### Organizacja i obsada personalna w 1939
Organizacja pokojowa i obsada personalna batalionu w marcu 1939:
Dowództwo batalionu
- dowódca batalionu – ppłk Teodor Leon Zaniewski
- I zastępca dowódcy batalionu – mjr Józef Hempel
- adiutant – por. Jerzy Leon Łozina-Łoziński
- p.o. oficera sztabowego ds. wyszkolenia – por. Tomasz Jan Wierzejski
- lekarz medycyny – por. lek. Markowski Stanisław Marian
- II zastępca dowódcy (kwatermistrz) – mjr Marian Rzewuski
- oficer mobilizacyjny – por. Stanisław Dorobek
- zastępca oficera mobilizacyjnego – por. Jerzy Zdzisław Borucki
- oficer administracyjno-materiałowy – kpt. Zygmunt Stefan Antoniewicz
- oficer gospodarczy – kpt. int. Artur Wincenty Reźniczek
- dowódca kompanii gospodarczej – por. Jan Kazimierz Kołkowski
- oficer żywnościowy – chor. Piotr Pażdzierski
- komendant parku – mjr Irzykiewicz Józef
- zastępca komendanta – por. Kaczyński Ignacy Paweł
- oficer warsztatowy – por. Piotrowski Eugeniusz Erazm
- kpt. Wacław Janaszek (odkomenderowany)
- por. Bogdan Ksawery Jankiewicz (na kursie)
- por. Alojzy Piątkowski (na kursie)

kompania szkolna
- dowódca kompanii szkolnej – kpt. Jan I Kawiński
- dowódca plutonu – por. Jarecki Józef
- dowódca plutonu – por. Łochowski Józef
- dowódca plutonu - por. inż. Władysław Jerzy Różycki
- dowódca plutonu - por. Szpilewicz Jan

1 kompania mostowa
- dowódca 1 kompanii mostowej – por. Zbigniew Walerian Kłosowicz
- dowódca plutonu – por. Stepanoff Wiesław Krzysztof
- dowódca plutonu – por. Szonert Maciej Lech
- dowódca plutonu - ppor. Jasieński Włodzimierz Marian
- dowódca plutonu - ppor. rez. pdsc. Konarski Zygmunt Włodzimierz

2 kompania mostowa
- dowódca 2 kompanii mostowej – kpt. Zygmunt Stanisław Jeżewski
- dowódca plutonu – ppor. Fabrycki Romuald Holary
- dowódca plutonu – ppor. rez. pdsc. Wiszniewski Edward

3 kompania mostowa
- dowódca 3 kompanii mostowej – por. Edmund Śliwiński
- dowódca plutonu – por. Sienkiewicz Waldemar
- dowódca plutonu – ppor. Rodziewicz Stefan
- dowódca plutonu – ppor. Zdanowicz Wiktor Julian
- dowódca plutonu – ppor. rez. pdsc. Michalski Maksymilian

kompania przepraw rzecznych
- dowódca kompanii przepraw rzecznych – kpt. Michał Prozwicki
- dowódca plutonu – ppor. Wacław Waldemar Lau
- dowódca plutonu – chor. Leopold Urban

## Symbole batalionu
Odznaka pamiątkowa
7 grudnia 1931 minister spraw wojskowych, marszałek Polski Józef Piłsudski zatwierdził wzór i regulamin odznaki pamiątkowej batalionu mostowego.
Odznakę o wymiarach 40x40 mm stanowi równoramienny krzyż. W centrum znajduje się tarcza w barwach czarno-czerwonych, na której widnieje litera „M”. Pomiędzy ramionami umieszczono ażurowe proporczyki. Dwuczęściowa - wykonana w srebrze, emaliowana, złocona. Nakładkę stanowi tarcza z proporczykami, mocowana czterema nitami, na rewersie numerowana. Wykonanie: Wiktor Gontarczyk - Warszawa.
Do końca lipca 1939 nadano łącznie 1477 odznak. Wśród wyróżnionych znaleźli się między innymi pułkownicy: Louis Faury i Leopold Górka oraz zaprzyjaźnione jednostki: batalion silnikowy, batalion elektrotechniczny, 1, 2 i 8 bataliony saperów.